# Николай Вилков (большой десантный корабль)
«Николай Вилков» — большой десантный корабль проекта 1171 шифр «Тапир», (по кодификации НАТО — Alligator). Построен на Прибалтийском судостроительном заводе «Янтарь» в Калининграде под заводским номером 303, став первым в четвёртой группе кораблей этого проекта.
При строительстве БДК был назван в честь Героя Советского Союза старшины 1-й статьи Николая Александровича Вилкова, который вместе с Героем Советского Союза краснофлотцем Петром Ивановичем Ильичёвым закрыли своими телами амбразуры вражеского дзота при освобождении острова Шумшу от японских захватчиков. Ранее это имя носили теплоход Братского порта и рыболовный траулер.

## История разработки
В 1959 году было принято решение о создании принципиально нового для ВМФ СССР десантного корабля океанского типа. Для решения этой задачи в Невском ПКБ были объедены два проекта (сухогруз с носовой аппарелью проекта 1173 «Тапир» и проект БДК шифра 1171) под общим обозначением проект 1171 «Тапир». Несмотря на «гражданские» корни, проект корабля был классифицирован как большой десантный корабль и строился исключительно для ВМФ.
Главным конструктором корабля стал И. И. Кузьмин, а главным наблюдающим от ВМФ был — капитан 2-го ранга А. Н. Белинский.

## Конструкция
БДК «Николай Вилков» имеет внешний вид, схожий с сухогрузом. Предназначен для переброски морем войск, грузов и высадки морских десантов на необорудованное побережье, может использоваться как транспорт боеприпасов, в том числе и для перевозки ракет в контейнерах. Способен с экспедиционным батальоном морской пехоты на борту длительно нести боевую службу в удаленных районах.
Надстройка, смещённая к корме, была изменена по сравнению с предшествующими кораблями проекта. В ней располагаются: ходовой мостик и помещения управления кораблём; каюты экипажа; камбуз; два кубрика со спальными местами для 400 морских пехотинцев, под первым и четвёртым твиндеками и т. д. На крыше надстройки — мачта с размещенными на ней антенными постами различных систем радиотехнического вооружения.
На БДК имеются герметичные откидные лацпорты, которые в опущенном положении служат для погрузки техники с пирса или побережья, при уклоне не более 30 град, своим ходом через носовую или кормовую аппарель. Для погрузки техники и грузов с воды или берега в танковый трюм через люки в верхней палубе имеются собственные краны. Также кормовой лацпорт используется для приема и выгрузки плавсредств в доковую камеру. Через носовую аппарель лацпорта с танковой палубы можно производить высадку легкой техники на воду.
Дальность плавания составляет 10000 миль при скорости 14~15 узлов, полное водоизмещение — 4650 тонн.

### Десантные возможности
- до 20 танков и 200 морских пехотинцев.
- до 45 бронетранспортёров и 300 морских пехотинцев.
- до 50 грузовых автомобилей и 400 человек десанта.
- корабль может нести до 1500 тонн различных грузов[5].

### Вооружение

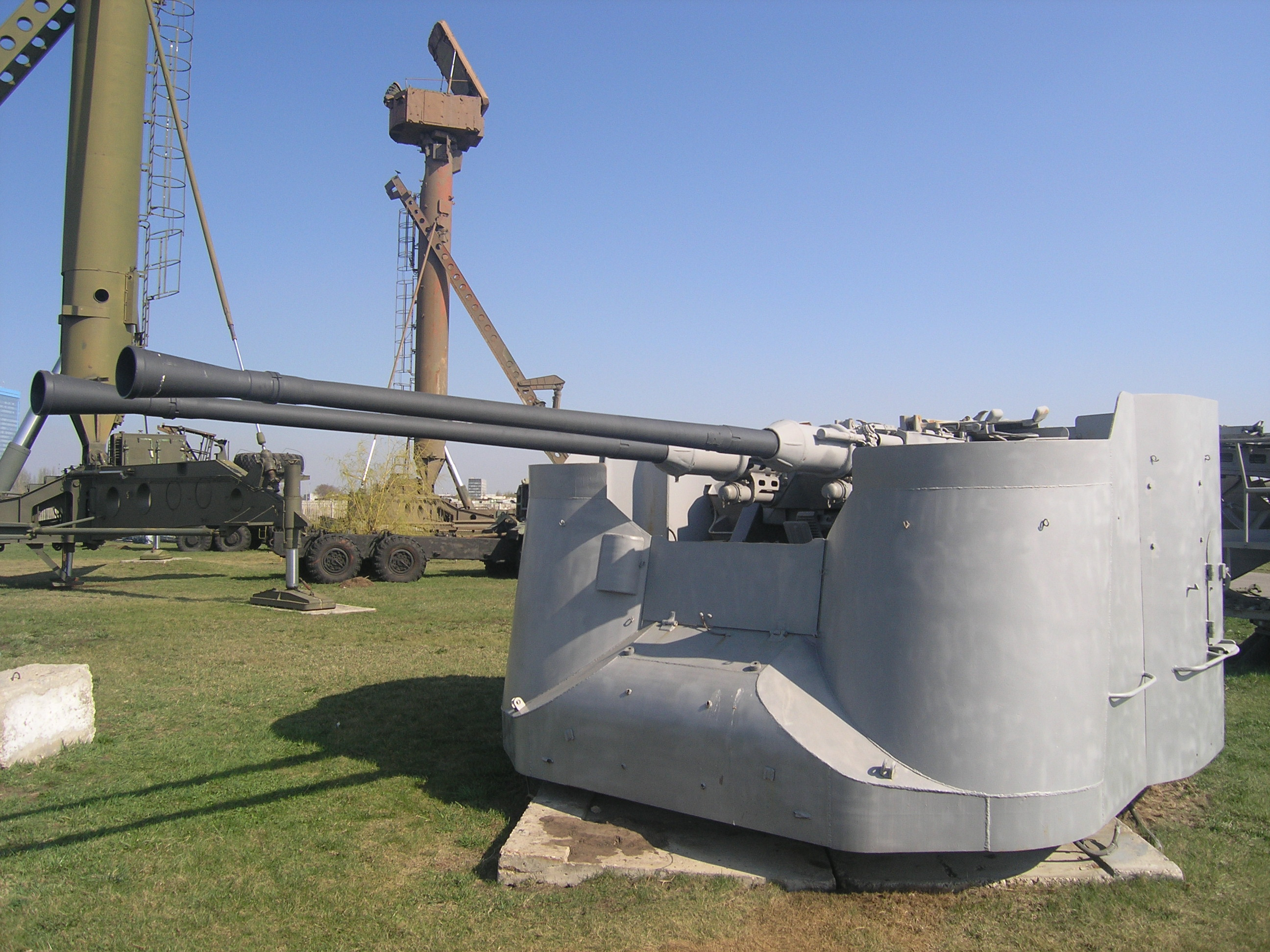
АУ ЗИФ-31 в техническом музее Тольятти

На заводе реактивная система залпового огня «Град-М» не устанавливалась, а монтировалась специальная площадка под неё. Пусковую установку с пороховым погребом установили во время докования корабля.
- две пусковые установки реактивной системы залпового огня А-215 «Град-М» (160 снарядов).
- универсальная спаренная корабельная артиллерийская установка ЗИФ-31Б калибра 57-мм.
- две двухствольные автоматические корабельные АУ 2М-3М калибра 25-мм
- два корабельных гранатомётных комплекса МРГ-1 «Огонёк» калибра 55-мм[4]
- три пусковые турельные установки МТУ-4У для одновременной установки 4-х ПЗРК «Стрела-3» (24 ракеты)[2]
- две навигационные радиолокационные станции «Дон»
- радио ответчик опознавания свой-чужой «Хром-КМ»
- прибор управления стрельбой «Гроза-1171»
- комплекс средств радиоэлектронной борьбы «Слябинг»

## История службы

### 1970-е
30 июля 1974 года БДК вступил в строй Тихоокеанского флота в 100-ю бригаду десантных кораблей с базированием на бухту Новик.
С 12 мая 1978 года по 29 января 1979 года боевой поход в зону Индийского океана. Летом 1978 года на внутреннем рейде Адена БДК «Николай Вилков», МТЩ «Контр-адмирал Хорошкин» и судно из ГДР были обстреляны из пулемётов, одна из очередей прошла по рубке БДК, другая создала пожар на шлюпочной палубе грузового судна. После того, как на открытую аппарель вышли танки, стрельба прекратилась. После инцидента всё посольство СССР было эвакуировано на борт БДК, а экипаж переведён в боевую готовность № 1. За обстрел советских судов был расстрелян ряд офицеров местных вооруженных сил.
С 1979 года БДК зачислен в 22-ю дивизию морских десантных сил, сформированной на базе 120-й и 14-й бригад десантных кораблей с базированием на бухту Новик, а с 1982 года — на бухту Иванцова.
Декабрь 1979 года — учения на Бамбуровском полигоне. В ходе учений были произведены ночные стрельбы батареи А-215 «Град-М».

### 1980-е

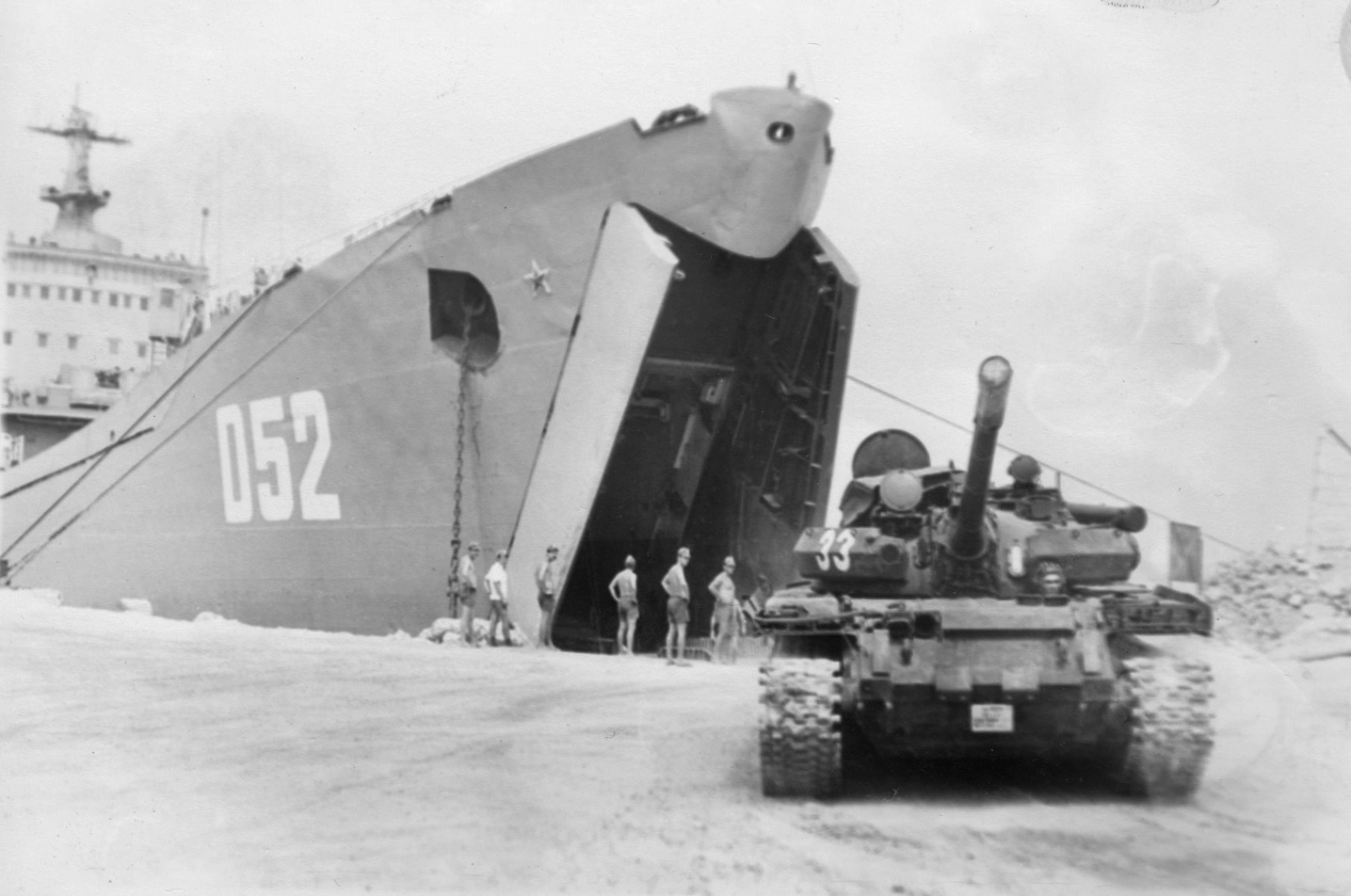
Высадка морской пехоты с БДК «Александр Торцев» на остров Нокра, 1987 год

2 февраля 1980 года для охраны ПМТО (в/ч 90245) и заходящих в него подводных лодок для ремонта и пополнения запасов, на остров Нокра архипелага Дахлак (Эфиопия) были отправлены БПК «Адмирал Октябрьский», БДК «Николай Вилков», подводная лодка и транспорт снабжения. БДК доставил десантников батальона 55-й дивизии морской пехоты Тихоокеанского флота, танки Т-55 и ПТ-76, бронетранспортеры БТР-60ПБ, две ЗСУ-23-4 «Шилка», БРДМ-2, средства войсковой ПВО (Стрела-2) и взвод охранения. В конце апреля-начале мае 1980 года прошли совместные советско-йеменские учения под руководством командира эскадры контр-адмирала М. Хронопуло, в ходе которых была произведена высадка морского десанта на остров Сокотра, отработана заправка от ККС «Березина» на ходу траверзным и кильватерным способами. В этих учениях были задействованы десантный корабль на воздушной подушке «Кальмар» (бортовой 662), БДК «Иван Рогов», около 800 морских пехотинцев Тихоокеанского и Черноморского флотов и сводный батальон 390-го полка морской пехоты из поселка Славянка. 2 декабря 1980 года отряд сдал вахту БДК «Томский комсомолец», ЭМ «Возбужденный» и БПК «Одарённый».
Следующее боевое дежурство на базе Нокра для БДК «Николай Вилков» было с 25 марта по 15 ноября 1983 года. БДК доставил 2-ю танковую роту 150-го танкового полка 55-й дивизии морской пехоты под командованием старшего лейтенанта С. А. Бакушева.
По окончании боевого дежурства, которое длилось с 4 октября 1984 года по 2 июля 1985 года, БДК сдал вахту на 933-м ПМТО в Индийском океане БДК-101.
Всего БДК «Николай Вилков» выполнил 7 боевых служб в Индийском океане.

### 1990-е

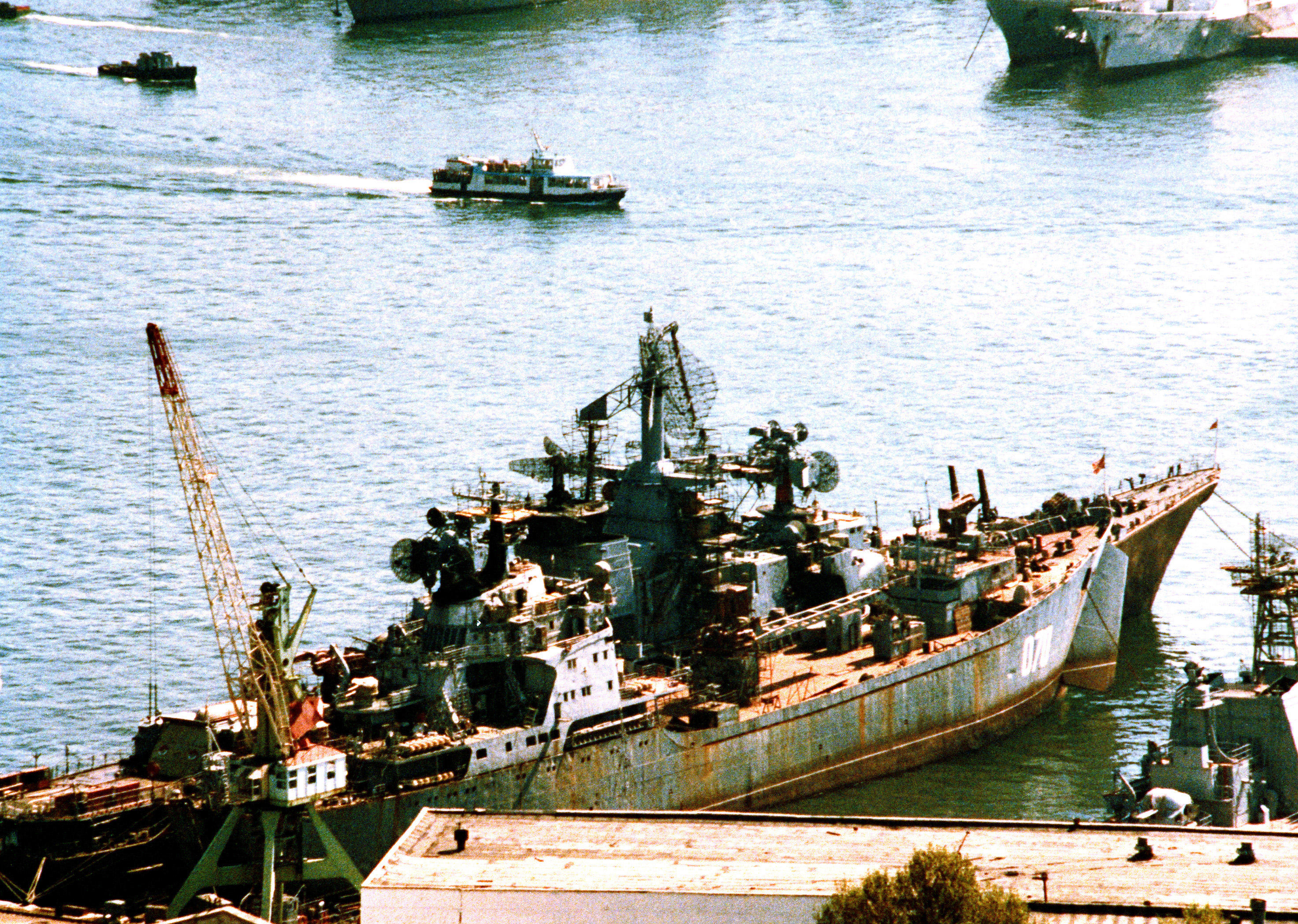
БДК «Николай Вилков» и БПК «Василий Чапаев» на ремонте во Владивостоке, сентябрь 1990 года

26 июля 1992 года на БДК «Николай Вилков» был поднят Андреевский флаг.
В период с 25 по 29 декабря 1993 года прошли совместные учения по поддержанию благоприятного режима в северной части Персидского залива отрядов кораблей ВМФ России и ВМС Кувейта. С российской стороны в учениях приняли участие корабли ТОФ в составе БПК «Адмирал Трибуц», БДК «Николай Вилков» и танкера «Владимир Колечицкий». Старшим отряда был заместитель начальника штаба дивизии противолодочных кораблей капитан 1-го ранга Александр Николаевич Яковлев. Во время перехода с БДК «Николай Вилков» произошел инцидент. После пятидневного захода в ПМТО Камрань (Вьетнам) БДК вышел в Южно-Китайское море, где ночью пираты предприняли попытку захвата, приняв его за сухогруз. Чтобы остановить корабль, они открыли предупредительный огонь из пулеметов, на что на борту «сухогруза» сыграли боевую тревогу и открыли ответный огонь из УСК АУ ЗИФ-31Б. Обескураженным пиратам пришлось оставить свои планы по захвату судна и ретироваться.
В январе и феврале 1994 года отряд кораблей ТОФ в том же составе принял участие в учениях в Персидском заливе уже с кораблями ВМС Великобритании, Франции, США. А с 7 по 9 февраля в совместных учениях всех многонациональных сил «Галфекс-22». Затем отряд кораблей ТОФ принял участие в учениях с ВМС Индии, и с деловым визитом посетил индийский порт Бомбей. В конце марта 1994 года БДК отработал в районе Окинавы с самолётом БПА Р-3С «Орион» ВМС США. Спустя пять месяцев отсутствия БДК «Николай Вилков» вернулся в свою базу.
С середины 90-х годов БДК зачислен в 100-ю бригаду десантных кораблей с базированием на Фокино, участвовал в ротных и батальонных тактических учениях морских пехотинцев на территории ДВО, использовался как транспорт для снабжения флотских частей на Камчатке, Сахалине и Курилах. Занимался перевозкой военных и специальных грузов, личного состава на Камчатку. Доставлял спасательную технику и специалистов на Курильские острова, пострадавшие от землетрясения и цунами.

### 2010-е

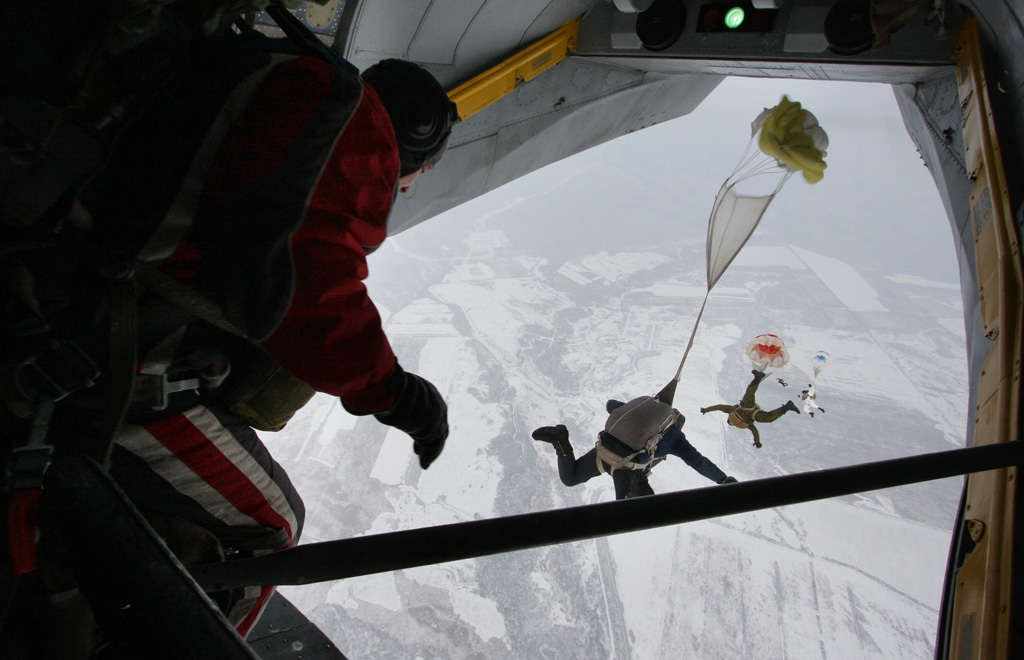
Парашютисты морской пехоты ТОФ выполняют прыжок с борта самолёта Ан-26, Приморский край

В июле 2010 года на морском десантном полигоне «Клерк» на полуострове Клерка прошли тактические учения под руководством начальника береговых войск Тихоокеанского флота генерал-майора Сергея Пушкина по высадке морского десанта. В них приняли участие морские пехотинцы Тихоокеанского и Балтийского флотов. По легенде учений была выполнена заброска в «тыл врага» более 500 морских пехотинцев с самолётов авиации ТОФ. Большие десантные корабли «Николай Вилков», «Пересвет», «Ослябя» и БДК-98 осуществили высадку техники на берег условного противника, ещё три десантных катера также провели десантирование, отработаны сотни боевых упражнений, манёвров, были задействованы практически все соединения и подразделения Тихоокеанского флота. Подводные лодки приморского объединения разнородных сил обеспечивали прикрытие. Для тихоокеанцев эти учения стали наиболее масштабными за последние 20 лет.
В апреле 2011 года на военном полигоне «Бамбурово» в Хасанском районе Приморья прошли учения с высадкой десанта 155-й отдельной бригады морской пехоты с больших десантных кораблей «Ослябя», БДК-98 и «Николай Вилков». А в сентябре БДК перебросил морем технику и морских пехотинцев на полуостров Камчатка для масштабных учений с группировкой сил и войск дислоцированных в этом районе.

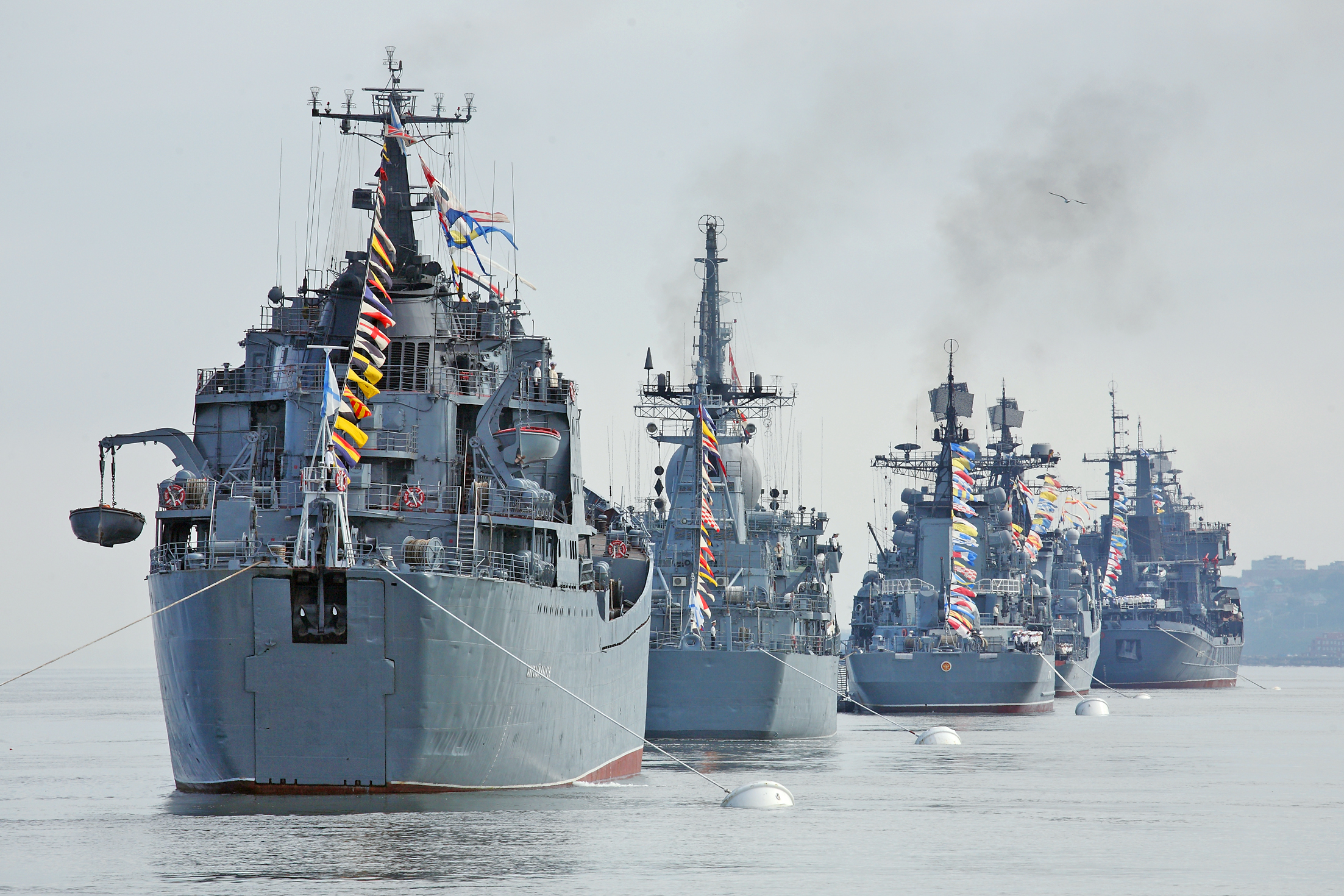
БДК Николай Вилков на параде кораблей на День ВМФ. Владивосток, 2009 год

В октябре 2012 года на БДК провели учение по высадке морского десанта на полигоне «Клерк».
В период с 13 по 20 июля 2013 года отряд кораблей в составе ГРКр «Варяг», ЭМ «Быстрый», БПК «Адмирал Виноградов», БПК «Маршал Шапошников», БДК «Николай Вилков», БДК «Ослябя», МПК «Метель», МПК «Усть-Илимск», ракетных катеров и судов обеспечения участвовал во внезапной масштабной проверке войск Центрального и Восточного военных округов.
12 июня 2014 года на борту БДК «Николай Вилков» состоялась встреча ветеранов в честь 69-й годовщины соединения.
23 июня большому десантному кораблю «Николай Вилков» исполнилось 40 лет со дня подъёма Военно-морского флага. В это время корабль вместе с БПК «Адмирал Виноградов» и танкером «Ижора» находился на учениях «Восток-2014» в районе Камчатки и Курильских островов.

### 2020-е
12 ноября 2020 года корабль вернулся во Владивосток после пятимесячного морского похода. В составе десантной группы Тихоокеанского флота был задействован в учениях с группировкой сил в дальней морской зоне и в военно-морском учении «Океанский щит-2020», в ходе которых впервые в истории высадился морской десант на необорудованное побережье Чукотского полуострова. За 158 суток прошёл более 23 тыс. морских миль.

### Современное состояние
БДК «Николай Вилков» проекта 1171 — вступил в строй в 1974 году. Текущий бортовой номер — 081. Входит в состав 100-й бригады десантных кораблей Приморской флотилии разнородных сил Тихоокеанского флота. Место постоянной дислокации — Владивосток. Ежегодно принимает участие в учениях и осуществляет переброску техники 155-й бригады морской пехоты Тихоокеанского флота на морские десантные полигоны с целью проведения отработки задач.

## Командиры БДК
- капитан-лейтенант Загоруйко Александр Ильич (12.04.1974-06.12.1981)[14]
- Капитан 3-го ранга Жуков Алексей Григорьевич (1981—1988 г.)
- капитан 3-го ранга Фёдоров С. Н.
- капитан 3-го ранга Никитин Г.
- капитан 3-го ранга Шитов Ю. И. (-1995-1997-)
- Капитан 2-го ранга Глущенко Лев Владимирович (2004—2005 год)
- капитан 2 ранга Ким Александр Георгиевич (2005—2007 гг.)
- капитан 2 ранга Вьюнник Владислав Николаевич (2009—2010 гг.)
- капитан 2-го ранга Эйсмонт Сергей Владимирович (2010—2013 гг.)
- капитан 2-го ранга Петрушин Константин Анатольевич (2013—2014 гг.)
- капитан 2-го ранга Дмитренко Денис Сергеевич (2014-2019)
- капитан 2-го ранга Бревнов Дмитрий Михайлович (2019-2020)
- капитан 2-го ранга Дмитренко Денис Сергеевич (2020-2023)
- капитан 3-го ранга Глазунов Андрей Владимирович (2023- н.в.)

## Бортовые номера БДК
- с 1974 по 1975—500
- с 1975 по 1976—357
- с 1976 по 1977—554
- с 1977 по 1977—388[3]
- с 1977 по 1980—022
- с 1980 по 1980—053
- с 1980 по 1984—075
- с 1984 по 1987—078
- с 1987 по 1990—066
- с 1990 по 1992—070
- с 1992 по 1993—068
- с 1993 по 1996—089
- с 1996 по н.в. — 081